# Fritz Melbye
Fritz Sigfred Georg Melbye (født 24. august 1826 i Helsingør, død 14. december 1869 i Shanghai) var en dansk maler.
Fritz Melbye var storebroren Anton Melbyes elev som sømaler og således bror til Vilhelm Melbye; Fritz udstillede kun to gange i København (1849 og 1858), idet han levede mest i udlandet, Nordamerika og Kina, og vandt der megen opmærksomhed for sine arbejder. Han døde ugift i Shanghai 14. december 1869.
Han er gengivet i et selvportræt (forhen Johan Hansens samling) og i en tegning af Camille Pissarro (Frederiksborgmuseet).

## Billeder
| - Værker af Fritz Melbye - En båd står ud ved solopgang, 1849 - Landlig scene fra Dansk Vestindien Ca. 1850 Pastoral scene from the Danish West Indies - "Cruz Bay Battery" på Sankt Jan Ca. 1850 - Fiskere og deres fartøjer på Rio Guarico. ca. 1850 Fisherman and their craft on the Rio Guarico - Udsigt over Abrahams Fancy plantage på Sankt Jan, ca. 1852 An Overview of the Abraham’s Fancy plantation on St. Jan - Parti fra havnen på Sankt Thomas, Charlotte Amalie 1851-52, Museet for Søfart - Personer omkring et bål i måneskin, 1867 - Junker, sampaner og vestlige fartøjer ud for Hong Kong i skumringen. Før 1869 Junks, sampans and western shipping lying off Hong Kong at dusk - Skibe ved Fujiyama, Japan i morgenlys, 1869 Marine Painting with Shipping off the Fujijama, Japan, in early Morning Light |

| - Kystparti fra Dansk Vestindien med personer i vandkanten. Mellem 1849 og 1869 - Huse og træer i solnedgangen, 1869 - Palmetræer og græsser, udateret - Skibe på stormfuldt hav, udateret |